# Río Blythe
El río Blythe es un curso de agua de la isla de Tasmania.

## Curso
Discurre por la isla australiana de Tasmania. Nace al este de Saint Valentines Peak y desemboca en el estrecho de Bass al este de Emu Bay.